# Chirgah
Chirgah (ou Shirgah ; en persan : شیرگاه / Širgâh) est une ville iranienne du nord du pays dans la province du Mazandéran. Elle se trouve dans là Préfecture de Shirgah (en), dans le comté de Savadkouh (en) (Savādkuh). C'est l'une des quatre villes de ce district avec Zirab au sud, Ghaemchahar au nord et Babol au nord-ouest. Elle abritait 8 982 habitants en 2012. La ville se trouve sur la route de Ghaemchahar (au nord) à Téhéran, ainsi que sur le tracé du chemin de fer de Téhéran à la mer Caspienne. Shirgah est située dans une région montagneuse et agricole.